# Bitwa koło Zatoki Salga
Bitwa koło Zatoki Salga – starcie zbrojne, które miało miejsce w roku 1581 w trakcie wojny o tron Portugalii.
W roku 1581 król Hiszpanii Filip II Habsburg rozpoczął działania zbrojne przeciwko Portugalii, celem zdobycia jej tronu. Zasiadający na tronie portugalskim następca zmarłego króla Henryka, przeor Antoni de Crato został pobity w walce, zachowując jedynie Azory. 
Dnia 5 lipca 1581 r. eskadra hiszpańska pd wodzą admirała Pedro de Valdésa skierowała się w rejon Terceiry i dnia 25 lipca wpłynęła do Zatoki Salga. Na ląd zeszło 1000 żołnierzy hiszpańskich, którzy zaatakowali znajdujące się na Terceirze posterunki portugalskie w których stacjonowali żołnierze pod wodzą Ciprião de Figueiredo. Po wybuchu walk, Portugalczyków wzmocniły siły mieszczan, którzy licznie nadeszli na wieść o bitwie. Decydującym momentem, który przeważył o wyniku bitwy na korzyść Portugalczyków było skierowanie na szeregi przeciwnika galopującego bydła. Hiszpanie rozpoczęli ucieczkę w kierunku swoich okrętów tracąc wielu zabitych.